# NGC 3638
NGC 3638 је спирална галаксија у сазвежђу Пехар која се налази на NGC листи објеката дубоког неба.
Деклинација објекта је - 8° 6' 20" а ректасцензија 11h 20m 9,9s. Привидна величина (магнитуда) објекта NGC 3638 износи 14,2 а фотографска магнитуда 15,0. NGC 3638 је још познат и под ознакама MCG -1-29-7, IRAS 11176-0749, PGC 34688.